# Levamisolo
Il levamisolo è un farmaco, utilizzato sia ad uso umano che veterinario, come  antielmintico  ed immunomodulatore. Chimicamente appartiene alla famiglia delle imidazotiazoline, fu scoperto dalla Janssen Pharmaceutica nel 1966.
Utilizzato in passato per la cura delle parassitosi intestinali umane e studiato come chemioterapico nella cura di alcune forme di neoplasie, attualmente viene utilizzato come antielmintico per il bestiame.
È invece utilizzato come immunostimolante poiché in grado di stimolare le difese immunitarie permettendo di aumentare l'immunità cellulomediata e l'attività fagocitaria dei macrofagi.
Trova, inoltre, applicazione nel trattamento del carcinoma del colon-retto in fase iniziale in associazione con il 5-fluorouracile.
Può essere causa di effetti avversi anche di seria natura. Si registrano infatti effetti a livello gastroenterico, come nausea e vomito, a livello centrale come insonnia e vertigini, a carico sistema ematico come agranulocitosi, leucopenia e trombocitopenia.

## Uso illecito
Sebbene il levamisolo fosse conosciuto per essere uno dei farmaci più utilizzati per adulterare la cocaina, solamente dal 2009 il problema ha destato l'attenzione dei media quando la DEA (Drug Enforcement Administration) e la SAMHSA (Substance Abuse and Mental Health Services Administration) hanno apertamente dichiarato che il levamisolo "è stato trovato in oltre il 70% della cocaina sequestrata".
L'impiego di questa sostanza come adulterante comporta pesanti rischi per la salute come la depressione del sistema immunitario, l'aumento della tossicità a carico del SNC, la comparsa di forme gravi di agranulocitosi difficilmente diagnosticabili e quindi immunodepressione.